# Malang Diedhiou
Malang Diedhiou (Bignona, Senegal, 30 d'abril de 1973) és un àrbitre de futbol senegalès que pertany a la CAF, adscrit al comitè senegalès. És internacional FIFA des del 2008.

## Trajectòria[1]
Diedhiou arbitra partits de la lliga senegalesa. El 2008 va esdevenir membre de la FIFA i de la CAF. Ha arbitrat partits del Campionat Africà de Nacions, de la Copa d'Àfrica de Nacions (2015 i 2017), dels Jocs Olímpics (2016), de la Copa del Món sub17 (2017), del Campionat del Món de Clubs (2017), i de la Copa del Món (2018).